# (49777) Cappi
(49777) Cappi (1999 XS) – planetoida z grupy pasa głównego asteroid okrążająca Słońce w ciągu 3,62 lat w średniej odległości 2,36 j.a. Odkryta 2 grudnia 1999 roku.